# Команда из штата Индиана
«Команда из штата Индиана» (англ. Hoosiers — «Верзилы»; 1986) — спортивная драма режиссёра Дэвида Анспо. В ленте рассказывается история баскетбольной команды средней школы, выигравшей чемпионат штата. Фильм основан на вольно трактуемых реальных событиях, произошедших со школьной командой Милана (англ. Milan High School), которая выиграла чемпионат штата в 1954 году. Съёмки проходили в городе Браунсберг, штат Индиана.
Картина получила 2 номинации на премию «Оскар» — за лучшую мужскую роль второго плана (Деннис Хоппер) и лучшую музыку (Джерри Голдсмит).
Картина занимает 4-е место в списке «10 лучших фильмов о спорте» 10 фильмов из 10 жанров

## Сюжет
1951 год, штат Индиана. Бывший военнослужащий Норман Дейл (Джин Хэкмен) приезжает в провинциальный городок Хикори по приглашению своего старого друга Клетуса Саммерса (Шеб Вули), директора местной школы. В зале тот знакомится с одним из воспитанников — Джимми Читвудом. Выясняется, что лучший игрок команды отказывается играть после смерти предыдущего тренера. На собрании Дейл говорит, что в последний раз тренировал 12 лет назад в Нью-Йорке, до этого имел десятилетний опыт, а также проходил службу на флоте в звании главного корабельного старшины. Все утверждают, что без Джимми Читвуда команде не выиграть.
Став новым тренером школьной баскетбольной команды, он сразу вводит свои порядки: отказывается от услуг и советов местного помощника тренера, грозящегося устроить тому неприятности, если команда не выиграет. В составе команды семь игроков, точнее шесть с половиной, так как один из них, Олли МакЛеллан — низкорослый, Стрэп Пёрл, Рейд и Уит Батчеры, Бакки Уокер, Эверетт Флэтч и Мерл Уэбб. Бакки, выгнанный из зала за грубость, забирает с собой Уита. Дейл вводит новый режим тренировок — ежедневно с трёх до пяти, применяя непривычные и непонятные для ребят методы и делая упор на оборонительный стиль игры. Вскоре под присмотром отца Уит просит прощения и возвращается в команду. Мистер Бутчер поддерживает методику Дейла в отличие от остальных.
Дейл случайно знакомится в баре Уилбером Шутером Флэтчем (Деннис Хоппер), отцом-алкоголиком Эверетта и другом Саммерса, который когда-то играл с ним в одной команде. Тот пытается стащить четвертак, но сын замечает это и заставляет вернуть деньги.
Дейл пытается уговорить Джимми, любящего в свободное время покидать мяч в кольцо во дворе, вернуться в команду. С просьбой не оказывать на него давление к Дейлу обращается Майра Флинер (Барбара Херши), одна из преподавателей школы. Она считает, Джимми должен сосредоточиться на учёбе, а не на спорте, чтобы добиться поступления в колледж и не превратится в подобного тренера к пятидесяти. Норман, с самого начала своего пребывания не поладивший с учительницей, говорит, что и благодаря спорту можно поступить в колледж, однако от уговоров отказывается.
Дейл представляет команду из шести человек зрителям, которые начинают скандировать «Хотим Джимми!» Дейл указывает им, что несмотря ни на что, они — их команда.
Спустя две недели тренировок наступает первый матч против «белой» команды «Улитик». После обязательной молитвы Стрэп задерживается в раздевалке. Дейл ставит Олли на площадку, пока не выйдет Стрэп. Счёт открывают соперники. Дейл кричит команде играть по методике «Четыре паса» и делать акцент на защите. Наступает перерыв, зрители недовольны. После того как Рэйд делает два удачных броска с дальней позиции без пасов, Дейл меняет его на Олли. Из-за пятого фолла Мерла, играющего под номером «12» дисквалифицируют, но Дейл не даёт Рэйду выйти, несмотря на наличие только четырёх игроков. Публика негодует. «Хикори» терпит поражение. Дейл советует игрокам подумать на выходных, будут ли они продолжать играть в команде, так как всё, что он говорит — строжайший закон.
Дейл знакомится с миссис Опал Флинер, матерью Миры, приглашающей того на воскресный ужин. Дейл помогает матери с дочерью на ферме. Мира не понимает, почему баскетбол так важен для жителей городка. Она хотела уехать отсюда, но ей пришлось вернуться после смерти отца и болезни матери. На вопрос Нормана о замужестве она отвечает, что в местных ей нравится то, что они не лезут не в своё дело.
Шутер, придя в гости к Норману, даёт тому советы по завтрашней игре с — играть в обороне нельзя, так как у соперника нет высоких игроков, но все они довольно юркие. Шутер, которому однажды явился Бог и наказал возить команду, делает это на школьном автобусе.
Дейл успокаивает пьяного Шутера, дающего советы во время игры. «Хикори» играют в белом. Рэйда меняют на Стрэпа. Дейл спорит с судьёй, начинается потасовка. Команда получает технический фолл и вскоре проигрывает. Дейл навещает заболевшего Саммерса.
Дейл навещает заболевшего Саммерса, после чего, навестив Шутера, который спьяну чуть не подстрелил его, и отметив его познания, предлагает ему занять место помощника тренера при условии отказа от алкоголя. Тот, услышав, что позорит сына, просит Дейла уйти, но на матч неожиданно появляется трезвым, выбритым и в костюме. Третья игра подряд проиграна. Эверетт смущён назначением отца. Майра, заменившая заболевшего директора, сообщает герою о готовящемся референдуме о снятии его с поста тренера, который пройдёт на городском собрании в субботу.
Во время последней игры, команда играет в красном. Дейла удаляют из зала за неподобающее поведение, и руководство переходит к Шутеру.
Найдя Нормана после игры, Майра зачитывает ему обнаруженный в местной библиотеке документ, согласно которому он был когда-то пожизненно лишён тренерского звания за избиение собственного игрока. Она даёт ему понять, что благодарна за то, что он оказывает поддержку Шутеру и не докучает Джимми, и что не предаст огласке сей факт, но советует не ходить на собрание о его пригодности. Несмотря на это, Норман приходит, чтобы объяснить свою позицию, после его речи Майра поднимается на трибуну, желая зачитать найденный ею документ, но в последний момент передумывает, просит оставить тренера на его посту и со слезами возвращается на своё место. Когда уже все проголосовали, на собрание приходит Джимми Читвуд и просит слова, объявляя о своём желании вернуться в баскетбол, что вызвало аплодисменты. Услышав, что тот сделает это только под началом Нормана, зал ропщет. По результатам повторного голосования с места Дейла оставляют на посту.
Команда одерживает первую победу против «Холланда» со счётом 45-39, затем против «Блумингтона» — 49-52. У Шутера начинают сдавать нервы, Дейл приводит того в чувство, обещая, что не будет вновь удалён с площадки. Следующая победа против «Декатура» — 61-48, команде делают бесплатную стрижку. Во время следующей игры против «Даггера» Дейл намеренно грубит судье и оказывается удалён из зала, вновь давая бразды руководства Шутеру для проверки. Счёт равный — 58-58. Благодаря решениям последнего команда одерживает очередную победу со счётом 60-58, применив тактику «частокола». Эверетт хвалит отца. Саммерс читает в газете об очередной победе команды.
Во время следующего матча против «Терхью» Шутер заявляется на игру пьяный в стельку и оказывается выдворен из зала. «Хикори» получают технический фолл. Счёт равный — 53-53. Вследствие толчка члена противоположной команды завязывается непродолжительная потасовка. Игра продолжается, счёт — 62-62, «Хикори» удаётся вырваться, забив ещё один мяч.
После игры Норман вместе с Эвереттом находят Шутера с ружьём лежащим без сознания на снегу в лесу. Навестив его в больнице, Дейл даёт понять, что не в обиде за его проступок. В финальном матче регионального турнира, исчерпав запас игроков, Дейл вынужден выпустить на поле низкорослого Олли, допускающего ошибку за ошибкой, но именно его точные броски в конце концов приводят команду к победе. Встретившись с Майрой на выходе из дома её матери, Норман завязывает с нею разговор, заканчивающийся поцелуем.
Финальный матч регионального турнира штата в округе Джаспер против «Линтона», команда играет в белом. Бутчер, играющий под номер «25» получает пятый фолл. Счёт 50-50. У номера «21» чуть не расходятся швы на плече, после ранения стеклом в прошлой игре. После тайм-аута Дейл побуждает молящегося Стрэпа нод номером «53» продолжить игру, говоря «Бог зовёт тебя на площадку» . Персональный фолл получает номер «15», на площадку выходит Олли, играющий под номером «13». Счёт 52-50, затем 54-51. Олли теряет мяч, «Линтон» забивает двухочковый. Олли не забивает одно очко. Соперники вырываются вперёд со счётом 54-55. Благодаря фоллу номера «10» «Хикори» назначается два броска. После тайм-аута команда подбадривает Олли, тот выравнивает счёт. Публика поддерживает его. Второй бросок также оказывается удачным. Все чествуют Олли.
Дейл после стрижки у миссис Флинер навещает Майру и вспоминает случай с увольнением. Они целуются, Норман признаётся, что хотел сделать это с тех пор, как увидел Майру.
Репортёры берут у тренера интервью по поводу финальной игры. Дейла не смущает, что рост нападающих команды противника — 195, 192 и 195 см. Эверетт посещает выздоравливающего отца, гордящегося своим вкладом в команду, которого выпишут через два месяца. Сын говорит, что они купят дом и будут жить вместе. Команда посещает пустую площадку и проводят измерения.
1952 год. Финальный матч штата против «Медведей» из Саунтбенда, «Хикори» играют в красном. Выявляется самый сильный игрок команды соперника — Бойл, номер «15», в среднем приносящий команде 20 очков. Дейл благодарит команду за последние месяцы, воодушевлённые игроки готовы победить ради тренера. После молитвы, где упоминается Давид, поразивший филистимлянина Голиафа из пращи.
«Медведи» ведут со счётом 6-16. Во время тайм-аута команда приходит к решению помогать Джимми, подобно Бойлу выступающему под номером «15» забивать. Счёт доходит до 34-40. Джимми Читвуд трижды забивает двухочковый и сравнивает счёт. Во время тайм-аута Дейл решает, что последний мяч забьёт Мерл Уэбб, но команда решает, что его забьёт Джимми. Тому удаётся вырвать победу за несколько секунд до конца. «Хикори» становятся чемпионами штата.
В финале в спортивном зале школы, где в кольцо забивает одинокий ученик младших классов, висит большой портрет команды с кубком, слышатся давние слова Дейла, дающего наставления игрокам и говорящего «Я люблю вас, ребята.»

## В ролях
| Актёр         | Роль                                         |
| ------------- | -------------------------------------------- |
| Джин Хэкмен   | Норман Дейл, тренер баскетбольной команды    |
| Барбара Херши | Майра Флинер, школьная учительница           |
| Деннис Хоппер | Уилбер Шутер Флэтч, отец Эверетта            |
| Шеб Вули      | Клетус Саммерс, директор школы, друг Нормана |
| Ферн Персонс  | Опал Флинер                                  |

## Награды и номинации
| Год  | Премия                                | Категория                         | Имя                        | Результат |
| ---- | ------------------------------------- | --------------------------------- | -------------------------- | --------- |
| 1987 | Оскар                                 | Лучшая мужская роль второго плана | Деннис Хоппер              | Номинация |
| 1987 | Оскар                                 | Лучшая музыка                     | Джерри Голдсмит            | Номинация |
| 1987 | Золотой глобус                        | Лучший актёр второго плана        | Деннис Хоппер              | Номинация |
| 1987 | Независимый дух                       | Лучший дебютный фильм             | Дэвид Энспо                | Номинация |
| 1986 | Ассоциация кинокритиков Лос-Анджелеса | Лучший актёр второго плана        | Деннис Хоппер              | Победа    |
| 1996 | Heartland Film Festival               | Специальная награда за достижения | Дэвид Энспо, Анджело Пиззо | Победа    |